# Pavel Nakhimov
Pavel Stepanovich Nakhimov (tiếng Nga: Па́вел Степа́нович Нахи́мов, phát âm [ˈpavʲɪl stʲɪˈpanəvʲɪtɕ nɐˈxʲiməf]) (5 tháng 7 [lịch cũ 23 tháng 6] năm 1802 – 12 tháng 7 [lịch cũ 30 tháng 6] năm 1855) là một trong những đô đốc nổi tiếng nhất trong lịch sử hải quân Nga. ông được nhớ đến với tư cách là chỉ huy lực lượng hải quân và lục quân trong cuộc bao vây Sevastopol trong chiến tranh Krym.